# Famechon, Pas-de-Calais

Famechon este o comună în departamentul Pas-de-Calais, Franța. În 1 ianuarie 2022 avea o populație de 111 de locuitori.